# Poëtica
De term poëtica is afkomstig van het Griekse ποίησις (poësis, poëtica) en heeft van oudsher betrekking op de (ambachtelijke) voorschriften waaraan kunstwerken dienen te voldoen. In de moderne tijd doelt de term op de creatieve normen van individuele kunstenaars.

## Omschrijving
De betekenissen van het originele Griekse woord zijn:
1. het maken, vervaardigen
2. het scheppen van beelden en voorstellingen
3. dichten, dichtkunst

Poëtica heeft dus als grondbetekenis: werkwijze van een kunstenaar en diens ambachtelijke visie op zijn kunst. In het bijzonder geldt dit voor een schrijver of dichter. Het verwijst dus naar het geheel van opvattingen die een schrijver heeft over wat literatuur of poëzie moet zijn.

## Frames
In de literatuurwetenschap en meer specifiek de discoursanalyse wordt poëtica specifiek gedefinieerd als "het geheel van opvattingen en vooronderstellingen van de lezer over wat literatuur is, doet of zou moeten doen". Dit concept wordt in combinatie met het sociale-culturele referentiekader van de lezers gebruikt om een tekst in een bepaald meerdimensionaal frame (zoals romantiek, realisme, avant-garde, ...)  te situeren en er zo een bepaalde betekenis vanuit het perspectief van de lezer aan te geven.

## Bekende verhandelingen
Wat poëzie inhoudt hebben dichters vaak neergelegd in een geschrift. Het eerste en bekendste is Peri poiètikès (Over de dichtkunst) van Aristoteles. Een ander bekend voorbeeld is de brief Ad Pisones (Aan de familie Piso) van Horatius. Daarin zet Horatius zijn opvattingen over literatuur en poëzie uiteen. Horatius' brief is dan ook bekend geworden als de Ars poetica. Een bekend voorbeeld van een regelgevende poëtica in de nieuwe tijd is L'Art poétique (1674) van Nicolas Boileau.
Tot de achttiende eeuw schreven poëtica's voor hoe er moest worden gedicht en geschreven: prescriptieve poëtica's. Sindsdien zijn poëtica's minder systematisch en meer beschrijvend: descriptieve poëtica's. Met de komst van de romantiek en de moderne literatuur met hun klemtoon op originaliteit worden poëtica's een individuele zaak.
Bij de studie van de poëtica van een dichter onderscheidt men 'versexterne' (poëticale geschriften, brieven, kritieken) en 'versinterne' poëtica (die blijkt uit de gedichten zelf).

## Soorten
Traditioneel onderscheidt men vier poëtica's, al zijn indelingen als deze uiteraard altijd enigszins artificieel en doen ze niet altijd recht aan de complexiteit van poëtische teksten. Deze vier types moeten daarom als een soort 'polen' worden beschouwd, waartussen allerlei mengvormen, hybrides en oncategoriseerbare dingen bestaan.
mimesiskenmerken: centraal staat de eis om een realistische uitbeelding (Aristoteles, cf. Realisme)
pragmatischkenmerken: essentieel is de (morele) les die de lezer leert (Horatius, cf. Naturalisme)
expressiefkenmerken: de uitdrukking van het gevoel, de dichter staat vaak centraal (Willem Kloos, cf. Romantiek)
autonoom, objectivistischkenmerken: de tekst wordt autonoom bestudeerd, los van de context (New Criticism, cf. Modernisme, Postmodernisme).